# Luce Auger
Pour les articles homonymes, voir Auger.
Luce Auger, de son vrai nom Huguette Oggeri, eurasienne née à Dalat en Indochine française le 14 janvier 1934, d’un père italien et d’une mère métisse, et morte le 27 novembre 2022 à Brest, est une femme française élue Miss France 1961 sous le titre de « Miss Outre-Mer » avant d'être destituée (elle a eu un enfant avant l'élection, ce qui n'est pourtant pas interdit à l'époque par le règlement) puis remplacée par Michèle Wargnier, Miss Bretagne. Elle sera réhabilitée après une procédure gagnée en 1967.

## Biographie
Mannequin de 1953 à 1960 au Vietnam et au Cambodge, elle fait des défilés de mode où elle est remarquée en 1955 par Roger Zeiler, président du comité de l’élégance française, en tournée au Vietnam et au Cambodge avec des Miss régionales du Comité Miss France.
En 1960, à la suite des événements politiques du Vietnam[évasif], Huguette Oggeri doit quitter le Vietnam avec son fils âgé de 2 ans. Elle rentre en France en juillet 1960 où elle prend des cours de maintien à l’école de Lucky à Paris et est engagée par Jacques Heim, grand couturier de Paris pour faire des défilés de mode.
Elle reprend alors contact avec Roger Zeiler qui la présente à son associé, Louis Poirot dit Defontenay, président du Comité Miss France, afin de la faire participer au concours de Miss France 1961 sous le titre de « Miss Outre-Mer », imposé par Louis De Fontenay.[réf. souhaitée]
Elle fait alors quelques passages en régions de France avant l’élection de Miss France qui se déroule le 31 décembre 1960 où elle est élue à l’unanimité du jury et du public, Miss France 1961 sous le nom de Luce Auger.[réf. souhaitée]

## Élection
L'élection de Miss France 1961 a lieu au Palais de Savoie, à Aix-les-Bains et compte 21 concurrentes. Voici le palmarès :
- Miss France 1961: Miss Outre-Mer, Luce Auger
- 1re dauphine: Miss Bretagne, Michèle Wargnier
- 2e dauphine: Miss Dauphiné, Marina Dutheil
- 3e dauphine: Miss La Baule, Nicole Besrugne
- 4e dauphine: Miss Poitou, Annick Barbillet [2]

L'élection fait l'objet d'un reportage pour l'ORTF.